# Ga Seocho
Ga Seocho (Tiếng Hàn: 서초역, Hanja: 瑞草驛) là ga tàu điện ngầm trên Tàu điện ngầm Seoul tuyến 2 ở Seocho-dong, Seocho-gu, Seoul.

## Lịch sử
- 30 tháng 6 năm 1983: Tên ga được quyết định là Ga Seocho[2]
- 17 tháng 12 năm 1983: Việc kinh doanh bắt đầu với việc khai trương Tàu điện ngầm Seoul tuyến 2 đoạn Đại học Giáo dục Quốc Gia Seoul ~  Đại học Quốc gia Seoul[3]

## Bố trí ga
| Đại học Giáo dục Quốc gia Seoul ↑ |
| \| Vòng ngoài                     |
| ↓ Bangbae                         |

| Vòng ngoài | ●Tuyến 2 | ← Hướng đi Gangnam · Samseong · Jamsil · Seongsu         |
| Vòng trong | ●Tuyến 2 | → Hướng đi Sadang · Sillim · Sindorim · Đại học Hongik → |

## Xung quanh nhà ga
- Thư viện Quốc gia Hàn Quốc
- Chợ Hoa
- Văn phòng Công tố Tối cao
- Tòa án Tối cao
- Văn phòng công tố viên cấp cao Seoul
- Tòa án tối cao Seoul
- Trường trung học Seoul
- Văn phòng công tố quận trung tâm Seoul
- Tòa án quận trung tâm Seoul
- Đồn cảnh sát Seocho
- Trường trung học cơ sở Seocho
- Trường trung học Seocho
- Cơ quan Mua sắm Công
- Học viện đào tạo hành chính địa phương Hàn Quốc
- Trung tâm thành phố
- Shinsegae Department Store
- Khách sạn Marriott
- Đại học Công giáo Bệnh viện St. Mary Seoul
- Arirang TV
- Trung tâm Nghệ thuật Seoul
- Nhà thờ Sarang

## Hình ảnh

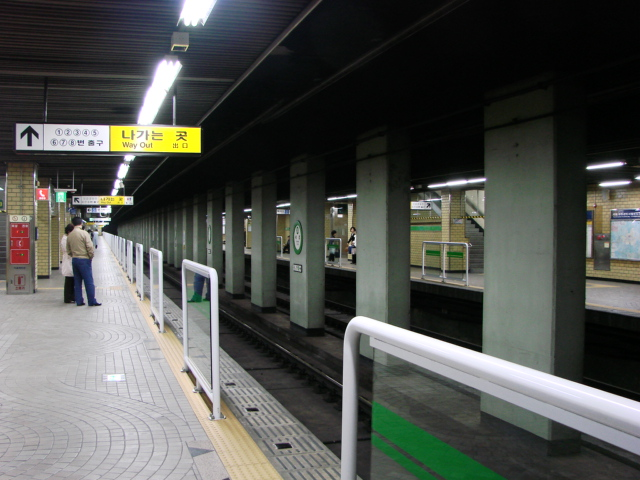
Sân ga trước khi tu sửa (trước khi lắp đặt cửa chắn)
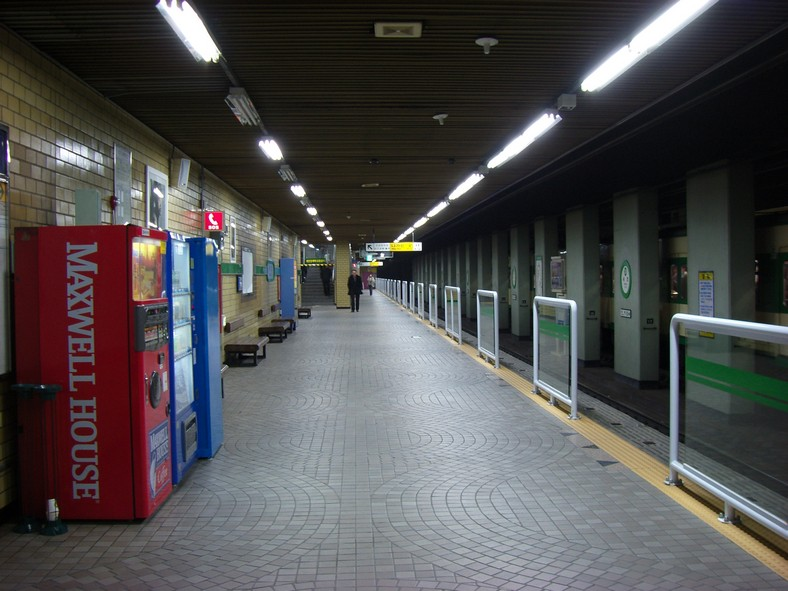
Sân ga trước khi tu sửa (trước khi lắp đặt cửa chắn)
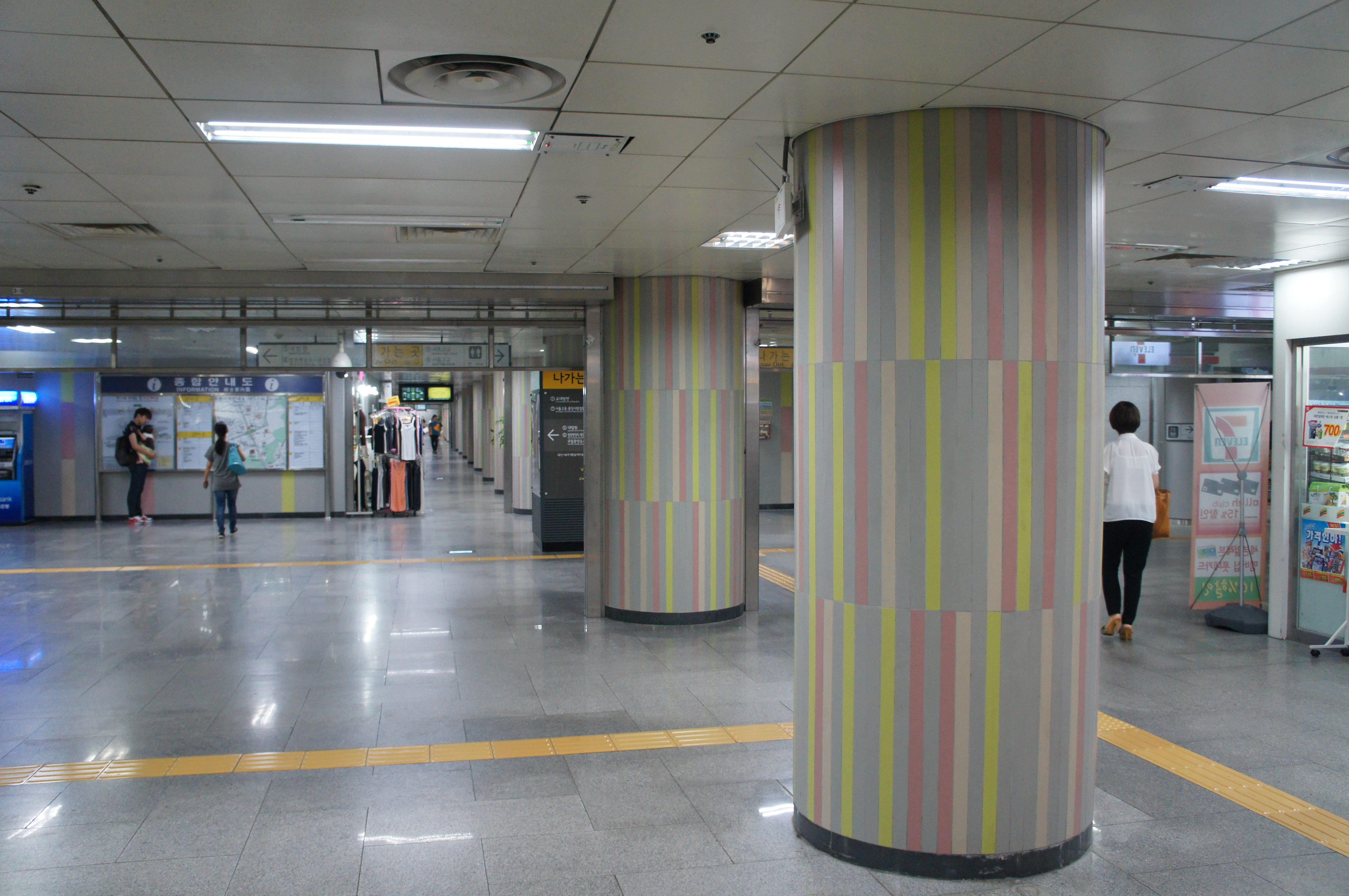
Phòng chờ